# Washington County (Ohio)
 Der er flere lokaliteter med dette navn, se Washington County.
Washington County er et county i den amerikanske delstat Ohio. Amtet ligger i sydøst i delstaten og det grænser op til Noble County i nord, Monroe County i nordøst, Athens County i sydvest og mod Morgan County i nordvest. Amtet grænser desuden op til delstaten Vest-Virginia i syd og øst.
Washington Countys totale areal er 1 658 km² hvoraf 13 km² er vand. I 2000 havde amtet 63 251 indbyggere.
Amtets administration ligger i byen Marietta.
Amtet blev grundlagt i 1788 og er opkaldt efter USAs første præsident George Washington. 

## Demografi
Ifølge folketællingen fra 2000 boede der 63.251 personer i amtet. Der var 25.137 husstande med 17,671  familier. Befolkningstætheden var 38 personer pr. km². Befolkningens etniske sammensætning var som følger: 97,33% hvide, 0,92% afroamerikanere.
Der var 55.966 husstande, hvoraf 30,90% havde børn under 18 år boende. 57,90% var ægtepar, som boede sammen, 9,10% havde en enlig kvindelig forsøger som beboer, og 29,70% var ikke-familier. 25,40% af alle husstande bestod af enlige, og i 11,20% af tilfældene boede der en person som var 65 år eller ældre.
Gennemsnitsindkomsten for en husstand var $34.275 årligt, mens gennemsnitsindkomsten for en familie var på $41.605 årligt.

## Eksterne henvisning
- Wikimedia Commons har flere filer relateret til Washington County (Ohio)

39°28′N 81°29′V / 39.46°N 81.49°V